# Aprostocetus phloeophthori
Aprostocetus phloeophthori is een vliesvleugelig insect uit de familie Eulophidae. De wetenschappelijke naam is voor het eerst geldig gepubliceerd in 1983 door Graham.